# Kanton Montfaucon-Montigné
Kanton Montfaucon-Montigné (fr. Canton de Montfaucon-Montigné) je francouzský kanton v departementu Maine-et-Loire v regionu Pays de la Loire. Tvoří ho 11 obcí.

## Obce kantonu
- Le Longeron
- Montfaucon-Montigné
- La Renaudière
- La Romagne
- Roussay
- Saint-André-de-la-Marche
- Saint-Crespin-sur-Moine
- Saint-Germain-sur-Moine
- Saint-Macaire-en-Mauges
- Tillières
- Torfou